# 鶴澤豊吉
鶴澤 豊吉（つるさわ ほうきち）は、義太夫節三味線方の名跡。

## 初代
初代鶴澤豊吉 ⇒ 二代目鶴澤伝吉 ⇒ 四代目鶴澤友次郎
初代清七門弟。師の没後は三代目文蔵（初代伝吉）の門弟。初代鶴澤亀助の息子。通称を籠島屋。「初代清七門弟にて亀助の悴也通称籠島屋と云なり文化五年より師に随ひ芝居へ修行」と『増補浄瑠璃大系図』にある。ここで亀助とあるのは、鶴澤亀助のことで、初代鶴澤仲助の門弟である。仲助は初代文蔵の門弟である。「鶴沢亀助仲助門弟にて大坂住人なり四代目友治郎之父也」と『増補浄瑠璃大系図』にある。
確かに文化5年（1808年）道頓堀大西芝居『岸姫松轡鑑』他に竹澤豊吉の名があり、『増補浄瑠璃大系図』と一致するが、竹澤であることから、この豊吉であるかは断定できない。三味線筆頭は師清七である。文化8年（1811年）9月稲荷境内『日本王代記』に鶴澤豊吉の名がある。文政8年（1825年）には兄弟子初代伝吉が筆頭を勤める座摩境内の芝居で筆末となっている。
天保2年（1831年）正月京四条南側芝居太夫竹本綱太夫『本朝廿四孝』他で豊吉事二代目鶴澤伝吉を襲名。同年3月御霊社内『二世紫吾妻内俐裡』にて三味線筆頭に名を連ね豊吉事二代目鶴澤伝吉を襲名。これ大坂での襲名披露である。以降も、兄弟子三代目文蔵が出座の場合には筆頭を譲っているが、それ以外では御霊の芝居で三味線筆頭を勤めている。
天保3年（1832年）「三ヶ津太夫三味線人形見立角力」では「豊吉事鶴澤伝吉」と東前頭筆頭に位置している。天保7年（1836年）『三ヶ津太夫三味線人形改名師第附』に「先鶴澤清七門弟後文蔵門弟　豊吉改　鶴澤伝吉」とある。
同年5月御霊境内『ひらかな盛衰記』他に出座して以降は、番付から鶴澤伝吉の名前が消える。見立て番付では西の関脇に位置するものの、出座がなく、天保12年（1841年）に全快にて出勤しているから、病気による休座であったことがわかる。
天保12年（1841年）8月御霊芝居『菅原伝授手習鑑』他が帰阪の初代竹本勢見太夫、病気全快の二代目鶴澤伝吉を祝う新たな座組での興行で「鶴沢伝吉義永らく病気二而引こもり居申候所此節全快仕候ニ付此者義も御進メにより未タうゐうゐ敷候得ども押而出勤仕候」と口上にある。
天保14年（1843年）12月道頓堀若太夫芝居 太夫竹本染太夫『祇園祭礼信仰記』他で二代目伝吉改四代目鶴澤友次郎を襲名。当初出た番付には三味線筆頭が鶴澤伝吉であり、別番付に伝吉改四代目鶴澤友治郎とある慌ただしい襲名披露となった。
これは、門弟29歳の鶴澤庄次郎が当時の大立物である四代目竹本綱太夫の相三味線を勤めることとなり、庄次郎の名前では紋下を弾くには不釣り合いであるために、庄次郎の師匠である二代目鶴澤伝吉に掛け合い、伝吉の名を三代目として庄次郎に譲らせ、二代目伝吉には大名跡である鶴澤友次郎を四代目として襲名させた。あまりに急なことで大坂若太夫芝居は「鶴澤伝吉」で看板と番付を作成済であったが、綱太夫は看板と番付を「鶴澤友次郎」に書き直させたという。若太夫芝居の紋下である五代目竹本染太夫（後の竹本越前大掾）をも承諾させるほど四代目綱太夫の力は強かった。二代目友治郎は初代鶴澤文蔵、三代目鶴澤友治郎は、初代鶴澤清七が名乗ったとはされているが、いずれも引退後の襲名（見切遺言）によるもので、鶴澤友治郎の名で芝居に出たわけではない。初代友次郎の最後の出座並びに没年は寛延2年（1749年）であり、それ以来94年ぶりに鶴澤友次郎が芝居に出ることになった。『増補浄瑠璃大系図』によれば、この時爪先鼠の段を友次郎が弾いており、太夫は初代竹本勢見太夫である。同年の見立角力では西大関まで登り詰めている。
「出勤致されしが茶道に深く熱心にて後には出勤も遠ざかり引込慰みがてらの商業を致楽しくらす中にもいついつ迄も忘れやらぬは芸道にて折々は門弟衆又は執心なる衆を呼て芸の故実杯教訓致され」と『増補浄瑠璃大系図』にあり、友治郎襲名以降は熱心な芝居への出座はなかった。
文久元年（1861年）12月10日没。戒名は釋豊信。俗姓籠島屋豊蔵。妻なみと墓碑にある。神号：宇知昇佐保幸神。
五代友治郎其恩報の志有て四代友治郎に生国魂精鎮社え納て神号を頂く　宇知昇佐保幸神（ウチノポルサホサキノカミ）四代目友次郎ｰ『増補浄瑠璃大系図』

## 代数外
鶴澤福造 ⇒ 鶴澤豊吉（代数外） ⇒ 豊澤仙右衛門
初代鶴澤豊吉（二代目鶴澤伝吉 ⇒ 四代目鶴澤友次郎）の門弟。
文政年間には三味線弾きとして出座していたが、文政12年（1829年）正月より北堀江市の側芝居の座本となる。三味線弾き欄にも名があることから、座本兼三味線弾きとなった。天保4年（1833年）4月まで北堀江市の側芝居の座本を勤める。天保5年（1834年）正月江戸両国回向院境内の芝居の筆末に鶴澤福造とあることから、江戸に下った。天保6年（1835年）3月江戸大薩摩座で『寿連理の松』「堺湊の段 切」で下りの竹本久太夫の太夫付となっている。筆頭は初代鶴澤清糸。しかし同月北ほり江市の側芝居の上2枚目にも鶴澤福造とある。筆頭は師の二代目鶴澤伝吉。その後も二代目伝吉が筆頭を勤める芝居に出座している。天保8年（1837年）2月北ほり江市の側芝居の上2枚目を最後に番付から鶴澤福造の名が消え、同年11月上旬伊勢川井町中島の番付に鶴澤豊吉の名が現れる。これは福造が師の前名である鶴澤豊吉の名跡を譲り受け、名古屋へ下ったことによる。そして名古屋の綱太夫（三代目綱太夫の門弟であるが代数外）の養子となる。以降も天保11年（1840年）2月名古屋清寿院境内の芝居の三味線筆頭に鶴澤豊吉とある等、名古屋で活躍した。しかし、天保9年（1838年）の見立番付には「東前頭大坂鶴澤福造」とある等、鶴澤豊吉として見立番付に収録されることなかった。
このように鶴澤豊吉を襲名するも、名古屋の竹本綱太夫（代数外）の養子となり、名古屋に留まると決めたことに師四代目友次郎が立腹し、同門の定次郎に「二代目」鶴澤豊吉を天保13年（1842年）に襲名させたため、養父の名古屋の綱太夫が怒り、四代目友治郎を破門し（破門という表現を『増補浄瑠璃大系図』はしている。友治郎と絶縁し弟子ではないとした）、二代目豊澤広助の門弟となり、豊澤仙右衛門となった。弘化2年（1845年）10月名古屋若宮社内の番付に「スケ 鶴澤（ママ）仙右衛門」とある。翌11月の同座の番付では「スケ 豊澤仙右衛門」となっている。『義太夫年表近世篇』では嘉永2年（1849年）3月名古屋若宮社内の子供浄瑠理（ママ）への出座まで確認できる。
安政5年（1858年）2月4日死去。法名：念能浄照信士。

## 二代目
鶴澤定治郎 ⇒ 二代目鶴澤豊吉 ⇒ 四代目鶴澤伝吉
四代目鶴澤友次郎門弟。
『増補浄瑠璃大系図』によれば伯州米子の生まれとある。また、天保10年（1839年）に稲荷文楽芝居へ初出座とするが、『義太夫年表近世篇』では天保6年（1835年）3月北堀江市の側芝居の番付に鶴澤定次郎の名前がある。師匠初代伝吉が三味線筆頭であり、本人であるといえる。
『増補浄瑠璃大系図』の記載の通り天保10年（1839年）2月稲荷社内東芝居に鶴澤定次郎の名前がある。以降も稲荷社内東芝居（文楽の芝居）に出座し、天保13年（1842年）正月稲荷社内東芝居 太夫竹本綱太夫『義経千本桜』他にて定次郎事二代目鶴澤豊吉を襲名。師の前名である豊吉を二代目として襲名した。同芝居で安次郎事初代鶴澤清八も披露されている。
嘉永元年（1848年）「当時名人太夫浄瑠理一本語てんぐ噺」という当時の太夫三味線の代表的な演目を見立てた番付には「巣をたちし竹に雀のしなやかさ先代萩の御殿けつかう　竹本越太夫　鶴澤豊吉」と記されている（『伽羅先代萩』「御殿の段」）。
嘉永3年（1850年）より七代目竹本咲太夫を弾く。嘉永5年（1852年）7月新築地清水町浜小家『本朝廿四孝』他で三味線筆頭となる（この芝居のみ）。
安政2年（1855年）8月稲荷社内東小家にて初代竹本長尾太夫を弾く。太夫付の別書き。翌9月『仮名手本忠臣蔵』他で三味線筆頭となる。文楽の芝居が稲荷境内に復して以降も文楽の芝居へ出勤。番付の位置は中頃となる（筆頭は初代團平等）。
元治元年（1864年）4月稲荷東小屋『義経千本桜』にて二代目豊吉改四代目鶴澤伝吉を襲名。山城少掾の番付の書き込みに「二代目豊吉事四代目伝吉ヲ相続、籠島屋友治郎ノ門人ナリ伝吉名跡ハ初代ハ文蔵、二代ハ四世友治郎、三代ハ五世友治郎ナリ」とある。同年12月四条北側大芝居の素浄瑠璃興行で『碁太平記白石噺』「逆井村の段」で七代目竹本咲太夫を弾き、京都で豊吉改四代目鶴澤伝吉の襲名披露が行われた。
兄弟子の三代目伝吉が五代目友次郎を襲名したのも同年であり、同年の見立番付「三都太夫三味線操見競鑑」には「頭取　鶴澤伝吉」「西小結　鶴澤豊吉」とそれぞれあるが、改版では「頭取　伝吉改鶴澤友次郎」「西小結　豊吉改鶴澤伝吉」となっており、同年に襲名が行われたことが確認できる。
慶応元年（1865年）3月稲荷東小家『仮名手本忠臣蔵』他で筆末へ昇格（筆頭は初代團平）。同年の京での芝居の番付に竹本咲太夫・鶴澤伝吉とあることから、この頃まで竹本咲太夫を弾いていた。（咲太夫に従い、文楽の芝居や京等に出座していた）
最後の舞台は慶応2年（1866年）10月稲荷社内東芝居『鬼一法眼三略巻』『加賀見山旧錦絵』で、最後まで筆末に名を留めた。咲太夫の役場は「又助住家の段 切」であり、伝吉が弾いたか。同年の見立番付では西の関脇であった。
翌慶応3年（1867年）の春頃から病気で休座し、同年10月に死去。墓所は北野不動寺と『増補浄瑠璃大系図』にある。
しかし『しのぶ俤』では、慶応2年（1866年）12月4日の没とする。本名を中島屋由兵衛。戒名を願海信士。行年を42歳。墓所を大阪市北区不動寺としている。
門弟に五代目鶴澤寛治（四代目伝吉の没後は初代清六の門弟）がいる。

## 三代目
鶴澤小熊 ⇒  鶴澤亀助（亀介） ⇒ 三代目鶴澤豊吉 ⇒ 五代目鶴澤伝吉 ⇒ 六代目鶴澤三二
五代目鶴澤友次郎門弟。
『増補浄瑠璃大系図』によれば、西京の出身で、幼名は小熊といった。初出座等詳らかではないが、『義太夫年表近世篇』では嘉永7年（1854年）閏7月博労町いなり境内北の門新席『五天竺』の番付に鶴澤小熊とあり、竹本房太夫を弾いている。この房太夫は後に三代目竹本寿太夫となる人で、同芝居では、二代目津賀太夫改竹本山城掾、二代目寿太夫改三代目竹本津賀太夫の大坂での襲名披露が行われている。同年10月因幡薬師境内『箱根霊験躄仇討』「餞別の段」で房太夫事三代目竹本寿太夫を弾く。このように竹本山城掾の一座に出座していた。
翌安政2年（1855年）京四条北側大芝居太夫 竹本長登太夫『伊賀越道中双六』他にて、小熊事鶴澤亀介（亀助）と改名。番付には二代目寿太夫事三代目竹本津賀太夫、房太夫事三代目竹本寿太夫とあることから、一連の山城掾、津賀太夫、寿太夫の襲名披露の中で亀助へ改名した。安政5年（1858年）頃から四代目竹本濱太夫（後の四代目津賀太夫）を弾く。この後も長く濱太夫を弾いていたが、濱太夫ともう一人を弾くこともあり、慶応2年（1866年）9月四条道場北の小家「三勝 酒屋の段」で初代竹本殿母太夫（後の六代目綱太夫）を弾いている。
師匠二代目鶴澤豊吉（後の五代目鶴澤友次郎）が元治元年（1864年）12月四条北側大芝居の素浄瑠璃興行にて二代目豊吉改三代目鶴澤伝吉を襲名した後、慶応2年（1866年）10月四条道場北ノ小家太夫 竹本山城掾『大江山酒吞童子』にて「頼光館の段」を語る豊竹三光斎を弾き、亀介改三代目鶴澤豊吉を襲名。三代目竹本津太夫（後の七代目綱太夫）を弾く鶴澤小熊もおり、後に師名の亀助を襲名する。以降は、濱太夫ではなく豊竹三光斎を弾いている。
慶応3年（1867年）6月四条道場芝居『木下蔭狭間合戦』の番付にも亀介事三代目鶴澤豊吉とあり、名代 宇治嘉太夫 太夫 六代目竹本染太夫の大芝居にての襲名披露が行われた。座組は山城掾、五代目春太夫、三代目津賀太夫、六代目竹本むら太夫（後の六代目政太夫）、三代目竹本津夫…他であり、師匠の五代目友次郎が三味線の筆頭となっている。同年以降は三代目津賀太夫を弾いている。明治改元以降も山城掾の一座に出座し、『義太夫年表明治篇』では道頓堀竹田芝居での出座が確認できる。
明治5年（1872年）10月京四条道場 宇治嘉太夫芝居にて三代目豊吉改五代目鶴澤伝吉を襲名。『絵本太功記』「尼ヶ崎の段 切」で三代目竹本津賀太夫を弾いた。同芝居では小熊改め二代目鶴澤亀助、大筆太夫改三代目竹本蟠龍軒等の襲名披露が行われている。六代目鶴澤三二の襲名披露は不詳だが、『増補浄瑠璃大系図』によれば、「後四代目豊吉へ伝吉を譲りて其身は元祖の大名を貰ひて又々改名して（七代目）鶴澤三二と成て出勤致す」とあり、弟弟子の鶴澤庄次郎は遅くとも明治6年（1874年）11月には四代目鶴澤豊吉を襲名しており（同月道頓堀竹田芝居『伊賀越え乗掛合羽』他に鶴澤豊吉の名前がある）、明治17年（1884年）4月に弟弟子の二代目友之助が五代目豊吉を襲名していることから、四代目鶴澤豊吉の七代目鶴澤伝吉の襲名は同年までに行われたことになり、五代目伝吉の六代目鶴澤三二の襲名披露も同様となる。
没年等は不詳。

## 四代目
鶴澤庄次郎 ⇒ 四代目鶴澤豊吉 ⇒  七代目鶴澤伝吉
五代目鶴澤友次郎門弟。明治32年（1899年）2月3日61歳で没。墓所は大阪谷町八丁目妙徑寺。
豊竹山城少掾は「豊吉改傳吉と／／有ますは田村歌の前の四代目豊吉改七代目／鶴澤傳吉此方は御霊文楽座に明治二十年頃／元太夫で有りし尼ヶ崎の琴声事豊竹綾太夫と名乗／出座す此時合三味線にて久々出勤あり暫時にて／休座明治三十三年二月三日死行年六十一」と記している。 

## 五代目
鶴澤常吉 ⇒ 鶴澤小庄 ⇒ 二代目鶴澤友之助 ⇒ 五代目鶴澤豊吉 ⇒ 七代目鶴澤三二
本名：田村常吉。通称：田村歌。五代目鶴澤友次郎門弟。嘉永6年（1853年）京都市生まれ。
明治元年（1868年）7月鶴澤常吉で初出座。以降、文楽の芝居・松島文楽座に出座する。
明治2年（1869年）3月稲荷社内東芝居（文楽の芝居）で常吉改鶴澤小庄と改名。
明治6年（1873年）2月松島文楽座『義経千本桜』で小庄改二代目鶴澤友之助を襲名。
明治8年（1875年）3月まで松島文楽座に出座、以降は師匠五代目友次郎が出座する道頓堀竹田芝居へ移る。同年9月の道頓堀竹田芝居 太夫竹竹本春太夫の番付に鶴澤友之助が確認できる。
明治17年（1884年）4月松島文楽座で二代目友之助改五代目鶴澤豊吉を襲名。『國言詢音頭』「五人伐の段」で二代目長尾太夫を弾いた。
「此君帖」には明治21年七代目鶴澤三二を襲名とある。
明治27年（1894年）9月30日没。享年42歳。戒名：釋常楽。京都鳥辺山本寿寺。
一時初代豊澤團平の養子となっていた。六代目友次郎の三味線の手ほどきをした。実子に三代目鶴澤友之助。
「鶴澤豊吉ハ一時清水町團平師ノ／養子と成られし京都ノ通称田村歌と申五世友次郎／師ノ門人にて始め友之助と名乗り後ニ此二代長尾太夫ノ合／三味線となり阪地へ出座五代目豊吉を襲名其御人／で有後年七世三二を相続す明治廿七年九月三十日死／行年四十二当今の六世友次郎氏の手ほどきの／御師匠さんまた近い頃亡しました友之助の実父になり／ます」と豊竹山城少掾が記している。

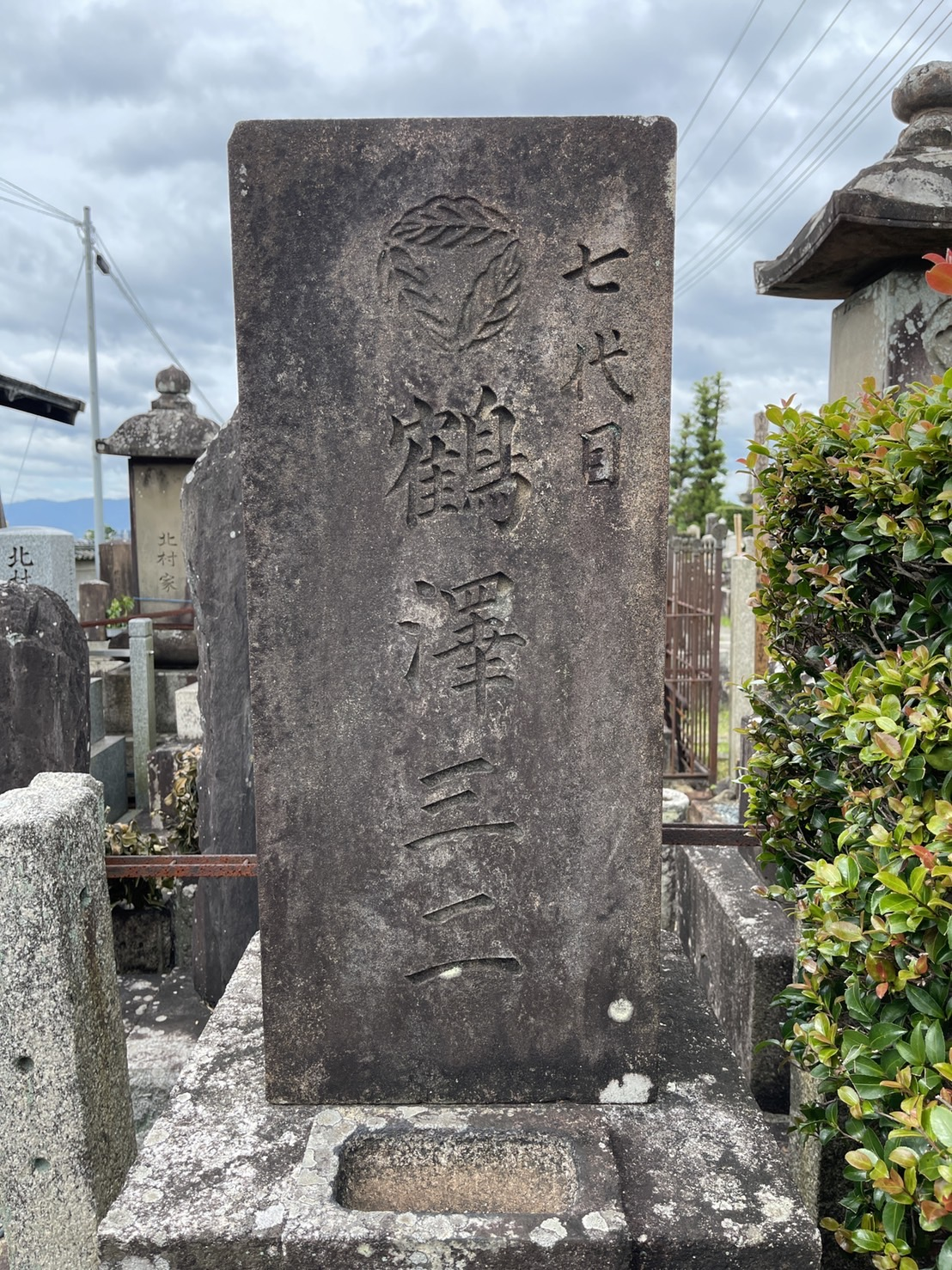
七代目鶴澤三二の墓

## 六代目
鶴澤音次郎 ⇒ 六代目鶴澤豊吉
本名：今西音治郎。文久2年（1862年）12月生まれ。
明治7年（1874年）10月堀江芝居太夫竹本山四郎の番付に鶴澤音次郎がいる。翌11月同座では中央の四代目豊吉（七代目伝吉）の右隣となっている。
明治8年（1875年）1月同座まで番付に名がある。明治14年（1881年）6月新町高嶋座太夫竹本山四郎の芝居で初代綾瀬太夫と相三味線である鶴澤豊造（三味線筆頭）を従え、東京に下る。その東京下りに音次郎が従った。その後、東京で六代目鶴澤豊吉を襲名した。
明治27年（1894年）神田神保町新声館の杮落し公演の番付の上2枚目に鶴澤豊吉がいる。筆頭は鶴澤豊造。明治28年（1895年）2月新声館では『伊賀越道中双六』「岡崎の段」で初代綾瀬太夫を弾いている。以降も、綾瀬太夫を弾いていることが『東京の人形浄瑠璃』で確認できる。
明治41年（1908年）12月27日没。47歳。墓所は蒲田大雲寺。法名：豊誉鶴林浄栄信士。
明治33年（1900年）1月28日70歳で没した鶴澤豊造も蒲田大雲寺に墓所がある。

鶴澤豊造は三代目清七の弟子にして、初代広助（三代目弥七）の門弟の豊澤広右衛門の倅。初名を鶴澤萬吉という。弘化5年＝嘉永元年（1848年）2月道頓堀若太夫芝居太夫竹本綱太夫で万吉事鶴澤豊造を襲名。初代綾瀬太夫の相三味線で、初代綾瀬太夫に従い東京へ下った。